# التقسيم الجنسي للعمل

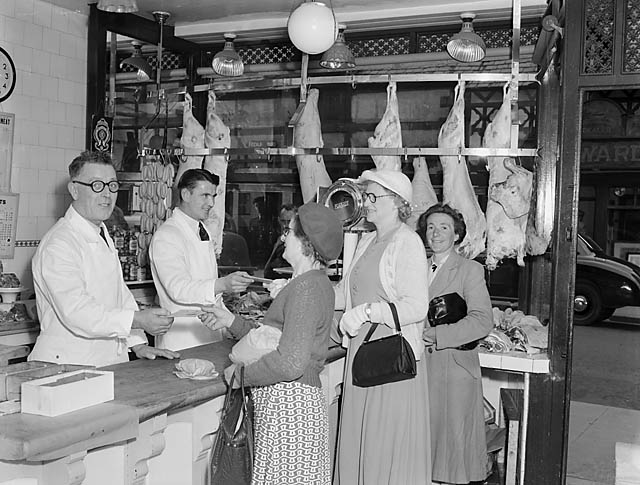

التقسيم الجنسي للعمل أو ما يعرف بـ (SDL) هو توجيه المهمات المختلفة ليقوم بها الذكور أو لتقوم بها الإناث.
فالذكور والإناث يستهدفون أنواعا مختلفة من الأطعمة ويتقاسمونها فيما بينهم للحصول على منافع عائلية أو مشتركة.
في بعض الكائنات يتناول الذكور أصنافا مختلفة قليلا من الطعام عن تلك التي تتناولها الإناث، في حين أن بعض الكائنات الأخرى تتناول الطعام نفسه – إلا إن البشر وحدهم يجمعون هاتين الخاصيتين.
وبالنظر إلى المجتمعات البدائية التي تعتمد على الصيد والالتقاط القليلة المتبقية في العالم من الممكن بناء نماذج تطورية تساعد على توضيح كيف بدأ تقسيم العمل حسب الجنس.
فالعديد من الدراسات حول التقسيم الجنسي للعمل قد أُجريت على قبائل الجمع والالتقاط البدائية – كما في جماعة الهادزا في تنزانيا – والتي ينشأ فيها الأطفال ذكورا وإناثا مؤمنين بأن المسؤولية الأولى للسيدات هي تدبير الأعمال المنزلية وتربية الأطفال، وهذا ما ينعكس على تقسيم الأعمال طبقا للجنس.

## المنظور البيئي للسلوك

### الرجل الصياد مقابل المرأة جامعة الثمار
من أجل الحصول على مزيد من الأطفال أو من أجل زيادة النسل فإن كلاً من الرجال والإناث لديهم خيارات استثمار الموارد، وهم يقدرون تكاليف وفوائد كل البدائل لتحقيق أقصى قدرة إنجابية، ولكن بالرغم من ذلك فإنه يوجد اختلافات في المفاضلة بين الجنسين. فالإناث يحققن استفادة أكبر من خلال جهود الأمومة لأنهن متيقنات من أطفالهن، ولديهن فرص إنجابية أقل نسبيا، وكل عملية إنجابية منها مكلفة وخطرة.
على النقيض فإن الرجال ليس لديهم يقين مطلق من أبوتهم لأطفالهم ولكنهم يمتلكون فرصا أكثر للتناسل غير مكلفة وليست خطرة نسبيا.
وعلى الرغم من أن مجتمعات الصيد والالتقاط البدائية ليست جميعها متفقة على تحديد مهمة الأنثى في الجمع ومهمة الذكر في الصيد (كما يلاحظ في شعوب الآيتا Aeta والجهوان Ju'/hoansi) إلا أن السائد في معظم الشعوب الحالية هو تقسيم العمل على هذا المنوال.
في الانتخاب الطبيعي يوجه الذكر نحو استراجيات تناسلية مهتمة بالجهود من أجل التزاوج، أما الإناث فلديهن إستراتيجية تؤكد على الاستثمار الأبوي (parental investment).
ونتيجة لذلك فإن الإناث يقمن بالمهمة الأقل مخاطرة حيث يقمن بجمع النباتات وتخزين المواد الغنية بالطاقة أسفل الأرض من أجل أنفسهن وذريتهن، وحيث إن المرأة توفر مصدرا مضمونا للحصول على السعرات الحرارية؛ فإن الرجال يتحملون مخاطر الفشل أثناء صيد الحيوانات بشكل أكبر.
وقد روجعت هذه النظرية الكلاسيكية للانتخاب الاطبيعي التي تفترض اختلاف استراتيجيات التناسل لدى الإناث والذكور وتم استبدالها بنظرية قائمة على فرضية أن تعدد الشركاء الجنسيين كان مرحبا به في وسط الإناث والذكور على حد سواء، مما يؤدي إلى عدم تأكد الرجل بأبوته لأبنائه، وبالتالي فإن جميع الذكور كان عليهم المشاركة في تنشئة جميع الأطفال لاحتمالية أن يكون أي طفل هو الطفل الخاص بأحدهم، وهي حالة مشابهة لأقرب الكائنات شبها بالإنسان وهو حيوان البونوبو.
بالإضافة إلى ذلك، تشير البحوث الأثرية الأخيرة التي قام بها عالم الأنثروبولوجيا وعالم الآثار ستيفن كون من جامعة أريزونا إلى أن التقسيم الجنسي للعمل لم يكن موجودا قبل العصر الحجري القديم الأعلى (منذ 50000 - 10000 سنة) ولكنه ظهر في وقت متأخر نسبيا من التاريخ البشري، فالتقسيم الجنسي للعمل ربما نشأ ليمكن الإنسان من الحصول على الغذاء والموارد الأخرى بطريقة أكثر كفاءة.

## فرضيات الأصل التطوري للتقسيم الجنسي للعمل

### الفرضية التقليدية

#### التموين المنزلي
الاشتراك في ترابط زوجي بين الذكور والإناث يأتي كتفسير تقليدي للتقسيم الجنسي للعمل عن طريق استهداف أنماط أغذية مختلفة تعمل على فائدة الجميع. فمن ناحية الإناث، فإنهن يتوجهن إلى الأغذية التي لا تتعارض مع مهمتهن الإنجابية ورعاية الطفل، بينما يقوم الذكور بتوفير الأغذية التي لا تجمعها النساء الأمر الذي سيقلل من التفاوت في الاستهلاك اليومي وتوفير نظام غذائي أوسع للأسرة. وينبغي أن يؤدي التخصص في توفير المؤن في صورة مجموعات غذائية معينة إلى زيادة مستوى المهارات وبالتالي معدلات نجاح البحث عن الأغذية المستهدفة.

### الفرضية البديلة

#### «التباهي» أو فرضية الإيحاء
تقترح فرضية «التباهي» بأن الرجال يصطادون لجذب الانتباه مجتمعيا والحصول على فرص تزاوج أفضل بالاندماج بشكل موسع في في حلبة النزال.
هذه الأطروحة بشأن خصائص الصيد والتي تتمحور بشكل أساسي حول تقديم إشارات عن الكفاءة الجينية الكامنة في الصائد، وهذه فيما بعد تؤدي إلى ميزات التزاوج والترقي المجتمعي.
الإناث تميل إلى استهداف الأغذية المضمونة بشكل كبير بينما يميل الرجال إلى استهداف الأغذية صعبة المنال لـ«إرسال إشارات» عن قدراتهم وتفوقهم الجيني. ويمكن القول أن الصيد ينظر له وكأنه هيئة للتزاوج أو بيان لحالة منافسة ذكورية ذكورية وليس وسيلة للتموين الأسري.
في دراسة حديثة عن جماعة الهادزا تبين أن الرجال يصطادون بشكل أساسي من أجل تزويد أسرهم بالطعام وليس لمشاركة باقي أفراد مجتمعهم، وهذه النتيجة تقدم دليلا ضد الصيد لأغراض التباهي والإيحاء.

### «الحقبة الفيكتورية»
لقد تم فحص الحقبة الفيكتورية بعناية عن طريق سالي شاتلوورث Sally Shuttleworth وفريقها مما سلط الضوء على وضع المرأة في هذ الحقبة.
في هذا الوقت لعبت النساء أدوارا مزدوجة وتوقع منهن أن يُقدِمن بقناعة على النواحي التي يمارسن فيها واجباتهن داخل وخارج المنزل.
تقول سالي: (هنا تندمج كلمتان مجازيتان تقليديتان، فالكتب الطبية الفيكتورية تخبرنا بأن اللياقة الجسمانية للمرأة لم تتأقلم لصالح الأعمال المنزلية المقدسة وحسب، ولكن كذلك إزعانها المرعب لقوى الجسد – شيطان وملاك في آن واحد، أصبحت المرأة ممثلة للقوة المتحضرة والتي ستطهر الذكر من الدنس في سوق الاقتصاد القاسي، وكذلك التجاوزات المتفشية وغير المحكومة في الاقتصاد المادي).

## التقسيم الجنسي للعمل ونظرية البحث عن الغذاء الأمثل
تنص نظرية التغذية المثلى Optimal foraging theory (OFT) على أن الكائنات الحية تتغذى بالطريقة التي تسمح لها الحصول على أكبر قدر من الطاقة بالنسبة لوحدة الزمن، بمعنى أن الحيوانات تتصرف بالشكل الذي يمكنها من إيجاد وتناول واستهلاك الطعام الذي يحتوي على أكبر كمية من السعرات الحرارية بينما لا تستهلك الكثير من الوقت في تنفيذ كل ذلك.
التقسيم الجنسي للعمل يقدم شرح ملائم حول سبب تخلي الذكور عن فرص جمع العناصر ذات القيمة في السعرات الحرارية، وهذه الاستراتيجة التي تبدو غير مثالية من وجهة نظر استهلاك الطاقة.
نظرية الغذاء الأمثل تقترح أن التقسيم الجنسي للعمل هو تكيف يفيد الأسرة وبالتالي البحث عن الغذاء على طريقة الذكور هو نمط مثالي في المستوى الأسري.
فالرجل الصائد إن لم يعتمد على الموارد الخاصة بالآخرين وتخلى عن العنصر الغذائي ذي القيمة السعرية، فإنه يممكن اعتباره يجمع الغذاء بشكل مثالي. زلكنه إذا لم ينتهز الفرصة لأنها طعام من المعتاد أن تجمعه الأنثى، وطالما يتشارك الرجل والمرأة الغنائم، فإنه سيكون وضغا أمثل بالنسبة للرجل أن يترك كل شيء ويستمر في البحث عن مصادر مختلفة ليستكمل ما قد جمعته الأنثى.

## الطبخ والتقسيم الجنسي للعمل
ظهرت مشكلات سرقة الطعام أثناء إعداده مع بزوغ فكرة الطبخ في حياة الكائن البشري، ونتيجة لذلك فإن الناسء ربما كلفوا شركاءهم الذكور بحمياتهن وحماية ممتلاكتهن من الآخرين.
هذا المبدأ – والمعروف بفرضية السرقة – يوائم تفاصيل لماذا يرتبط مجال الطبخ بقوة مع حالة النساء.
فالنساء مضطرات على جمع وطبخ الأطعمة وإلا لن يحصن على الطعام، والحصول على هذه الموارد أمر غاية في الضرورة من أجل النجاح التناسلي.
على النقيض، فإن الرجال ليسوا مضطرين للجمع لأن بنيتهم الجسدية المتفوقة على المرأة تجعل في استطاعتهم اختلاس الطعام المطهو من النساء، ومن ثم، فإن جهود النساء في البحث عن الغذاء وإعداد الطعام تسمح للرجال بالمشاركة في أنشطة الصيد العالية المخاطر والجوائز، وأصبحت الإناث، بدورها، جذابة جنسيا على نحو متزايد كوسيلة لاستغلال اهتمام الذكور بالاستثمار في حمايتها.

## التقسيم الجنسي للعمل وتطور الاختلافات الجنسية
على الرغم من عدم وجود اختلافات واضحة بين الرجل والمرأة من حيث القدرات المكانية بناءً على نائج العديد من الدراسات، إلا أنه في دراسات أشمل ظهر تفوق الذكور في تخيل الدوران وتقدير المستويات الأفقية والرأسية، بينما تتميز الإناث بالذاكرة المكانية. وعليه فقد تم اعتبار التقسيم الجنسي للعمل شرحا لهذه الاختلافات الإدراكية.
ومع ذلك فإن هذه الاختلافات تزول ببعض التمرين أو عند الحصول على صورة مبشرة لقدرات المرأة.
بالإضافة إلى أن الاختلافات الفردية أكثر وضوحا من أخذ الاختلافات في المتوسط، وبالتالي هي لن تعطي تقديرات صالحة عن قدرات الرجل أو المرأة الإدراكية.
في هذه الفرضية فإن الذكور احتاجوا إلى مطاردة فرائسهم لمسافات طويلة وتصويب قذائفهم إلى الأهداف بدقة، ونتيجة لذلك فإن تخصص الذكر في الصيد ببراعة قد حفز آلية الانتخاب إلى زيادة القدرة العقلية المكانية والملاحية.
بالمثل، فإن القدرة على تذكر موقع أماكن تخزين المواد الغذائية والنباتات تحت الأرض قد عزز زيادة الكفاءة العامة لهذه المزية، وقلل من هدر الطاقة بتقليل الوقت اللازم للبحث عن الطعام.
الانتخاب الطبيعي القائم على سلوكيات تحسين كفاءة الصيد وتوفير الطاقة قد ساهم بطريقة إيجابية في التأثير على النجاح التناسلي، ورغم ذلك فإن دراسة حديثة تفترض أن التقسيم الجنسي للعمل قد تطور في وقت متأخر نسبيا وأن دور كل جنس لم تكن نفسها في الثقافات البشرية البدائية، وهو ما يعارض نظرية أن لكل جنس ميل طبيعي إلى أنواع مختلف من الأعمال.
النقاش حول أدوار التقسيم الجنسي للعمل كان محل جدل حيث صرح جيردا ليرنر (Gerda Lerner) بأن سقراط قد أثبت أن فكرة الأدوار المحددة للجنس هي فكرة أبوية، وهو يحدد أيضا كيف أن للرجل والمرأة القدرة على تنفيذ نفس المهمة بكل خواصها بعيدا عن المهام التي تعتمد على الاختلاف التشريحي بينهما مثل الولادة.
في كتاب الجمهورية يحدد أفلاطون (على لسان سقراط) شروط التدريب للحراس، وهم نخبة مجموعة القيادة الخاصة به، حيث يقر سقراط بأن المرأة لابد وأن تأخذ الفرصة كاملة مثل الرجل لكي تتدرب كالحراس.
ولتدعيم هذا عرض أطلق تصريح شديد اللهجة ضد التمييز على أساس الفروقات الجنسية وقال: إذا كان الاختلاف (بين الرجل والمرأة) ينتج فقط من أن المرأة تحمل الطفل وأن الرجل هو من ينتجه، فإن هذا لا يعدو كونه دليلا دامغا على أن المرأة تختلف عن الرجل فيما يتعلق بالتعليم الذي يجب أن تتلقاه، وبالتالي يجب أن نستمر في البقاء على أن حرسانا وزوجاتهم يجب أن يتلقوا نفس الوظيفة.
وظل يضيف أنه في حالة توافر نفس مجموعة الموارد مثل التعليم والتدريب والتدريس، فإن هذا يخلق مناخا من المساواة والذي من شأنه يزيد من أسباب المساوة الجنسية.
"يقر سقراط بالمساواة في التعليم بين الأولاد والبنات ويعفي الحارسات النساء من الأعمال المنزلية ورعاية الأطفال.
ولكن رغم هذا فإن مساواة الأنثى في الفرص سوف يخدم هدف أسمى وهو تدمير العائلة.
فهدف أفلاطون هو إلغاء الملكية الخاصة والعائلة الخاصة ومعها المصلحة الشخصية في مجموعة القيادة الخاصة به، فهو يرى بوضوخ أن الملكية الخاصة تزرع الأحقاد الطبقية والشقاق، وعليه فإن الرجال والنساء يجب يتمتعوا بحياة مشتركة... وتعليم مشترك وأطفال مشتركين، وويجب أن يراقبوا المواطنين سويا".
بعض الباحثين مثل كورديليا فاين يقترح أن الدليل المتاح لا يدعم أي أساس بيولوجي للأدوار الجنسية.

## المغزى: لماذا التقسيم الجنسي للعمل؟

### المنظور التطوري
بناء على النظريات المعاصرة والبحث في التقسيم الجنسي للعمل فإن أربعة مظاهر من المجتمع والبيئة البدائية للصيد والالتقاط أدت إلى الأصل التطوري للتقسيم الجنسي للعمل في البشر:
1- الاعتماد طويل الأجل على النسل المكلف.
2- الخليط الأمثل للحمية الغذائية المشتركة للمواد الغذائية المحدودة.
3- تجميع الغذاء بكفاءة عن طريق المهارات المتخصصة.
4- ميزة مقارنة التمايز الجنسي في المهام.
هذه الحالات المجتمعة نادرة الوجود في الفقاريات غير البشر، ولكنها شائعة في الشعوب البشرية الحالية، وهي بالتالي ترفع من العامل المحتمل لانحراف ثوري في السلوكيات المجتمعية للإنسان.